# 毛梗鸦葱
毛梗鸦葱（学名：Scorzonera radiata）为菊科鸦葱属的植物。分布在哈萨克斯坦、蒙古、俄罗斯以及中国大陆的内蒙古、新疆、东北等地，生长于海拔1,000米的地区，常生长在草地、山坡林缘、林下和河滩砾石地，目前尚未由人工引种栽培。